# Anna Barbara von Stetten

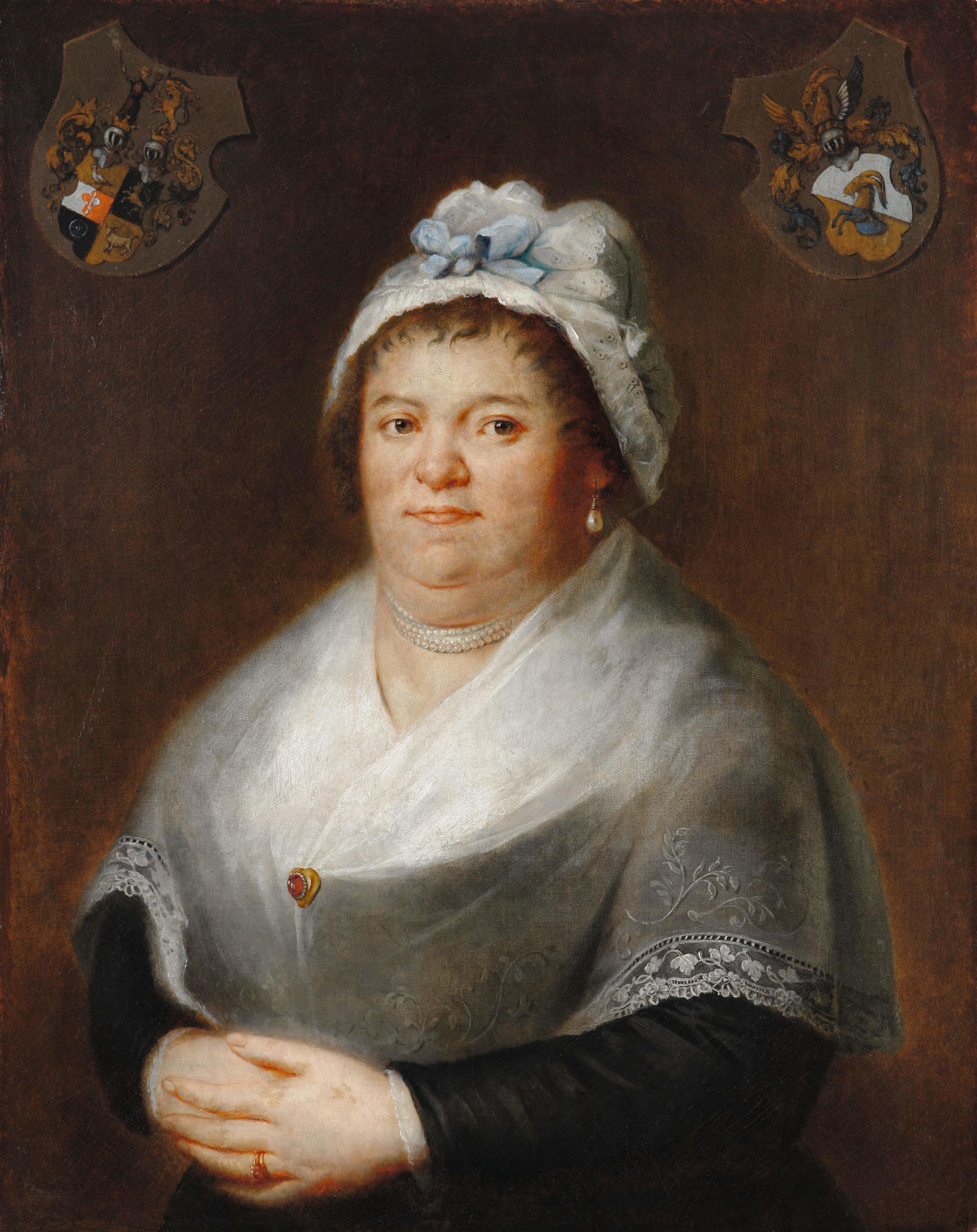
Anna Barbara von Stetten, Gemälde von Johann Walch

Anna Barbara von Stetten (* 23. September 1754 in Augsburg; † 19. Februar 1805 ebenda) war eine Wohltäterin und Stifterin der Bürgerlichen Töchterschule. Diese Schule verschaffte in Augsburg erstmals protestantischen Frauen einen Zugang zu höherer Bildung.

## Leben

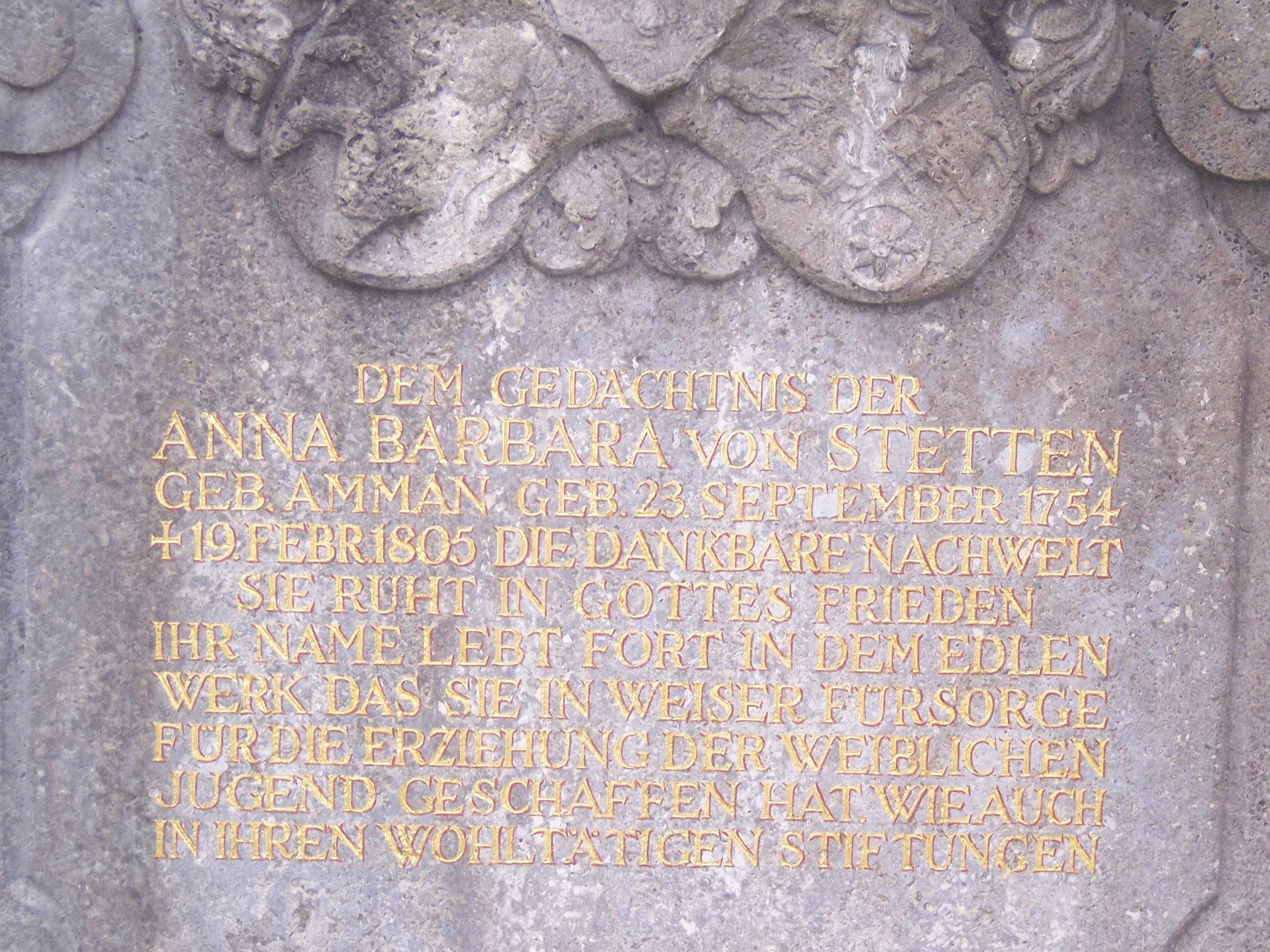
Gedenktafel am Grab der Anna Barbara von Stetten

Wohngebäude von 1774 bis 1805 am heutigen Martin-Luther-Platz 3, um 1865

Anna Barbara wurde als von Amman geboren. Johann Adolf von Amman († 1781) und dessen Frau Sybilla Marianne, gebürtige von Welser († 1794), waren ihre Eltern. Der Vater war Ungeldherr in der Steuerverwaltung und Ratsmitglied der Stadt Augsburg. Die Familie gehörte zu den alteingesessenen Familien des protestantischen Patriziats Augsburgs. Sie zählte zu den „Schwedischen Geschlechtern“. 1632 wurden diese von Gustav II. Adolf von Schweden in den Adelsstand erhoben.
Mit 19 Jahren, am 22. August 1774, heiratete Anna Barbara den damals 51 Jahre alten Juristen Johann Ferdinand von Stetten (* 19. August 1723). Bereits am 4. Mai 1777 verstarb ihr Mann. Sie erbte eines der größten Vermögen der Stadt. Bis zu ihrem Tode lebte sie als Witwe zurückgezogen in ihrem Haus am Augsburger Annaplatz, dem heutigen Martin-Luther-Platz.
Ihr ererbtes Vermögen setzte sie vor allem für die Schulbildung evangelischer Mädchen ein.
Ihre wichtigste Stiftung war die Gründung einer Töchterschule (das heutige Anna Barbara von Stettensche Institut) und einer „Erziehungs- und Pensionsanstalt“. Dafür stellte sie 90.000 Gulden und Immobilien zur Verfügung.
Von Stetten verstarb kinderlos. Ihr Grab befindet sich auf dem Protestantischen Friedhof Augsburg.